# Sunland (comté d'Inyo)
Pour les articles homonymes, voir Sunland.
Sunland est une localité du le comté d'Inyo en Californie.
Elle se situe à une altitude de 1 283 m.

## Personnalités liées à Sunland
- Billy Armstrong, acteur britannique, y est mort en 1924
- David Horsley, réalisateur y est mort en 1933